# Gustav Kvist

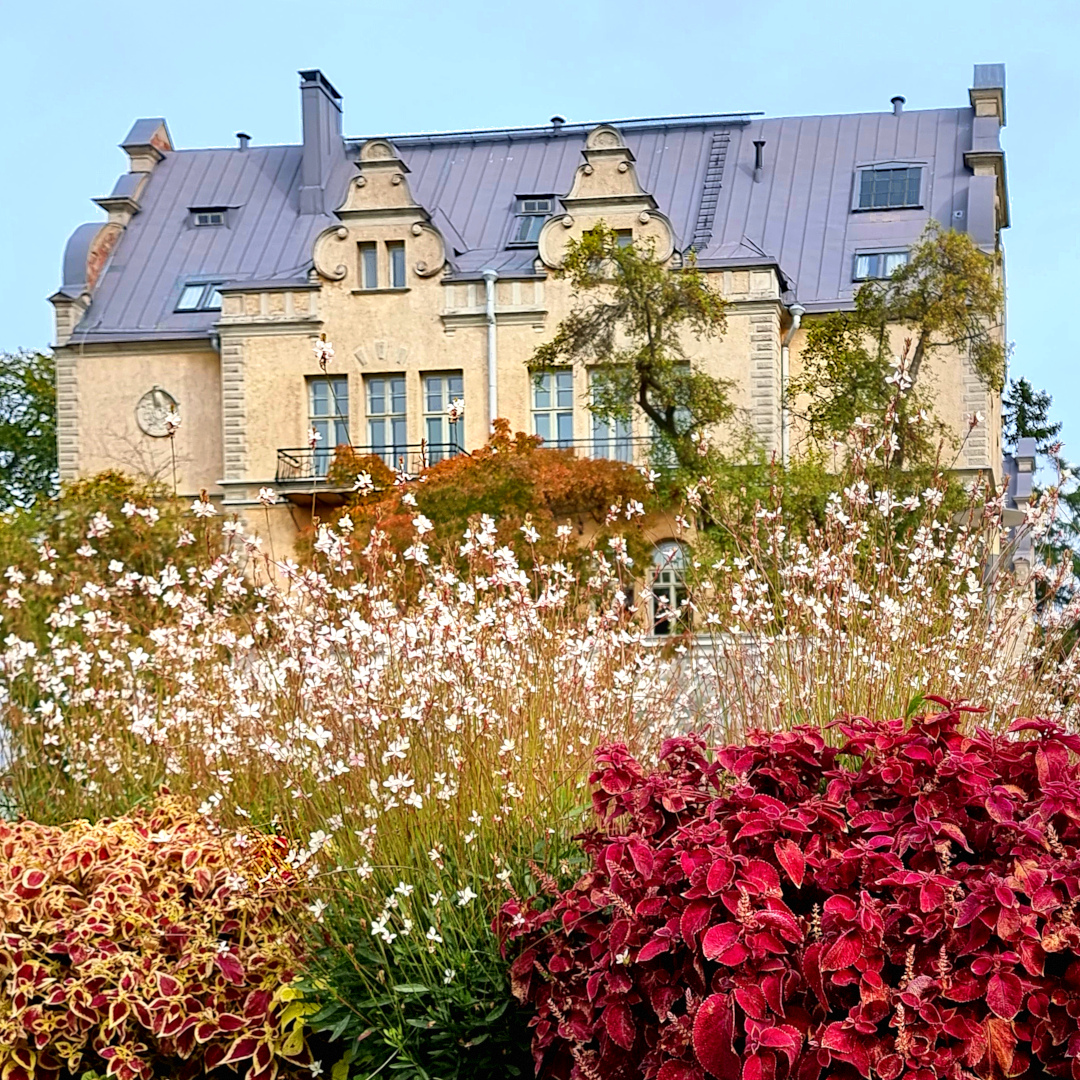
Budynek Muzeum Botanicznego w Helsinkach – instytucji, z którą związane były prace botaniczne Gustava Kvista

Gustav Kvist (ur. 14 czerwca lub 14 maja 1909 w Mustasaari, zm. 24 czerwca 1995 w Helsinkach) – fiński duchowny luterański i botanik (ranunkulolog, czyli specjalista od jaskrów).

## Biografia
W 1934 otrzymał tytuł kandydata do posługi duchownej (sacri ministerii candidatus) na podstawie rozprawy na temat ideału duchownego w XVII wieku. W tym samym roku został ordynowany w Porvoo. Na początku był pastorem w Kökar, a potem pełnił różne funkcje w Fińskim Towarzystwie Misyjnym. Przez 24 lata posługiwał w szwedzkojęzycznej kongregacji w Sörnäinen (część Helsinek). Jako botanik związany był z Muzeum Botanicznym Uniwersytetu Helsińskiego.

## Znaczenie w historii nauki
Zajmował się jaskrami różnolistnymi (w tym kaszubskimi i fałszywymi) Finlandii i ziem ościennych; opisał 30 nowych taksonów, samodzielnie lub we współautorstwie z Larsem Fagerströmem i Jaakko Jalasem, W owym czasie mikrogatunki te ujmowano w randze podgatunków, natomiast obecnie najczęściej przyznaje się im rangę gatunków. Przykładami opisanych przez tego autora taksonów są:
- Ranunculus kemerovensis (G.Kvist) Ericsson[7][8] ≡ Ranunculus cassubicus subsp. kemerovensis G.Kvist, znany z Kuźnieckiego Ałatau[9]
- Ranunculus sonckii (G.Kvist) Ericsson[10] ≡ Ranunculus fallax subsp. sonckii G.Kvist, niepoprawnie[10] cytowany jako Ranunculus sonckii (Markl. ex G.Kvist) Ericsson[11], znany z Finlandii[12]
- Ranunculus kevoensis (Fagerstr. et G.Kvist) Ericsson[7][13] ≡ Ranunculus auricomus subsp. kevoënsis Fagerstr. et G.Kvist, znany z kilku stanowisk w Finlandii (Laponia) oraz jednego w Norwegii (Finnmark)[14]

Istotną pracą w jego dorobku jest rewizja materiału jaskrów różnolistnych w zielniku Linneusza. Wykazał w niej między innymi, iż typ jaskra kaszubskiego pochodzi nie z Kaszub, tylko najprawdopodobniej z Syberii.
Publikował ponadto prace teologiczne z dziedziny misjologii.

## Upamiętnienie
Na jego cześć nazwano gatunek jaskra Ranunculus kvistii (Markl.) Ericsson (≡ Ranunculus fallax subsp. kvistii Markl.), znany z dwóch stanowisk w fińskiej prowincji Uusimaa.